# Daniel Mueggenborg

Wappen als Bischof von Reno

Wappen als Weihbischof in Seattle

Daniel Henry Mueggenborg (* 15. April 1962 in Okarche, Oklahoma) ist ein US-amerikanischer Geistlicher und römisch-katholischer Bischof von Reno.

## Leben
Mueggenborg erwarb 1984 einen Bachelor of Science in Geologie an der Oklahoma State University. Theologie studierte am Priesterseminar Saint Meinrad in Indiana und an der Päpstlichen Universität Gregoriana. Daniel Mueggenborg empfing am 6. April 1989 im Petersdom die Diakonweihe und am 14. Juli 1989 das Sakrament der Priesterweihe für das Bistum Tulsa in der Holy Family Cathedral.
Papst Franziskus ernannte ihn am 6. April 2017 zum Weihbischof in Seattle und Titularbischof von Tullia. Der Erzbischof von Seattle, James Peter Sartain, spendete ihm am 31. Mai desselben Jahres die Bischofsweihe. Mitkonsekratoren waren der Bischof von Tulsa, David Konderla, und Weihbischof Eusebio Elizondo Almaguer MSpS aus Seattle.
Am 20. Juli 2021 ernannte ihn Papst Franziskus zum Bischof von Reno. Die Amtseinführung fand am 24. September desselben Jahres statt.